# Roquefort-sur-Soulzon
Roquefort-sur-Soulzon település Franciaországban, Aveyron megyében. Lakosainak száma 502 fő (2022. január 1.). Roquefort-sur-Soulzon Saint-Affrique, Saint-Jean-d’Alcapiès, Saint-Jean-et-Saint-Paul, Saint-Rome-de-Cernon és Tournemire községekkel határos.

## Népesség
A település népessége az elmúlt években az alábbi módon változott:
| Lakosok száma | 1349 | 880  | 789  | 690  | 617  | 592  | 552  | 554  | 555  | 502  |
|               | 1968 | 1982 | 1990 | 2006 | 2013 | 2015 | 2017 | 2019 | 2020 | 2022 |

## Lásd még
Rokfort sajt